# Siefenhoven
Siefenhoven ist ein Ortsteil von Aegidienberg, einem Stadtbezirk von Bad Honnef im nordrhein-westfälischen Rhein-Sieg-Kreis.

## Geographie

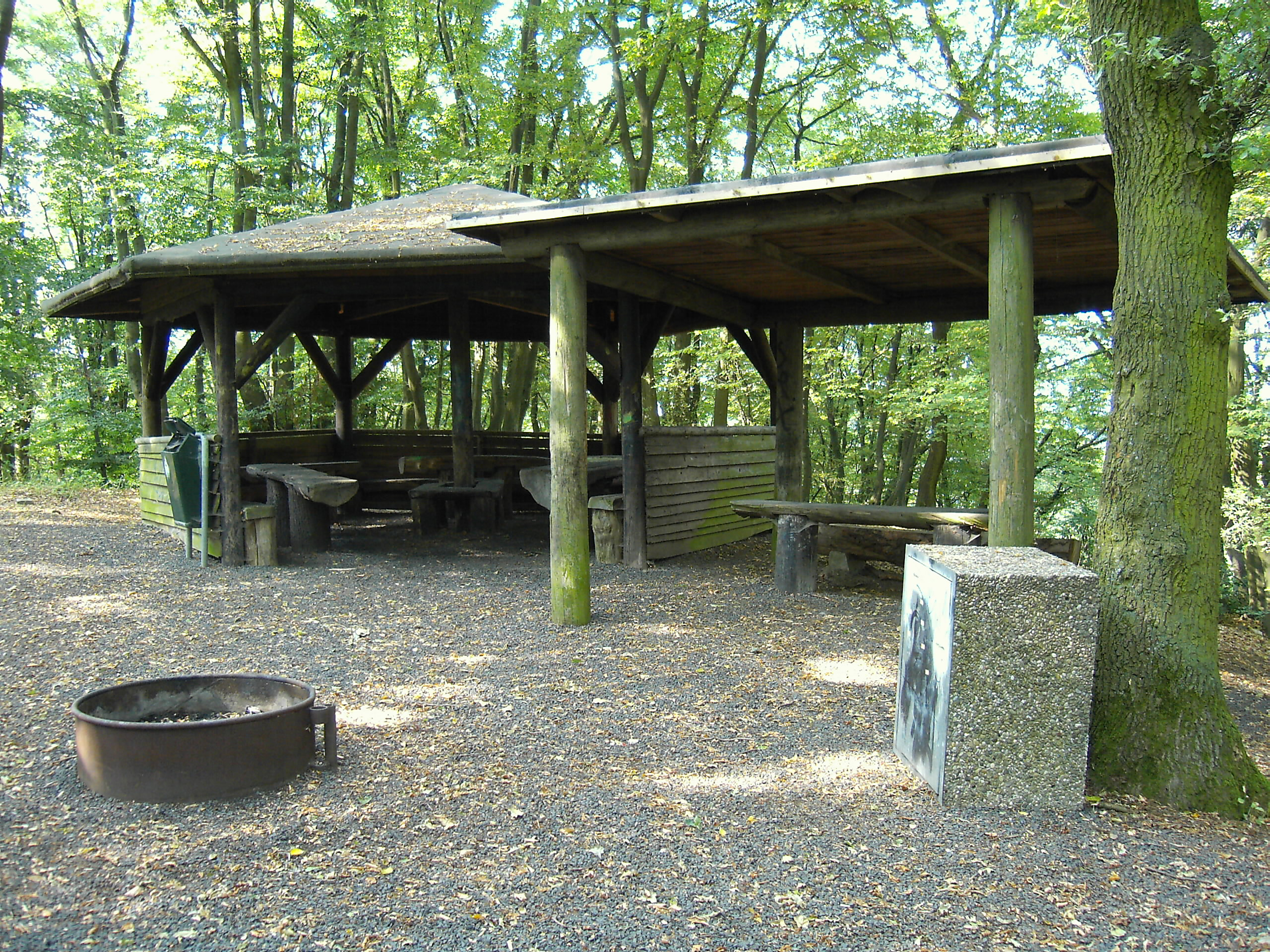
Gipfelhütte des Hupperichsbergs

Siefenhoven liegt im Westen der Gemarkung Aegidienberg und schließt sich unmittelbar südlich an das Kirchdorf Aegidienberg an, mit dem es eine geschlossene Ortschaft bildet. Der Ortsteil umfasst Höhenlagen zwischen 255 und 280 m ü. NHN. Im Westen Siefenhovens erhebt sich der Hupperichsberg (308 m ü. NN), nach Osten fällt das Gelände zum Tal des Kochenbachs ab. Im Süden besteht ein fließender Übergang in den Ortsteil Neichen. Durchquert wird Siefenhoven von der in Nord-Süd-Richtung verlaufenden Landesstraße 143 (Rottbitze–Aegidienberg–Oberpleis–Troisdorf).

## Geschichte
Siefenhoven, einst als Rorichshof bezeichnet, entstand als Haufendorf und wurde wie die weiteren Orte am Ausgang des Schmelztals vermutlich von Honnef aus besiedelt. Der Namensbestandteil „Siefen“ (=Siepen) weist darauf hin, dass eine Wasserquelle der Anziehungspunkt für die Menschen war, die an diesem Ort und dem näheren Umkreis erstmals sesshaft waren. Da Siefenhoven mit der Namensendung „-hoven“ die Ortschaft in Aegidienberg mit dem am weitesten zurückreichenden Ortsnamen ist, lässt sie sich als älteste Siedlung auf der Gemarkung vermuten.
1673 verzeichnete der damals noch Seifferhoven genannte Ort sechs Haushalte und 17 Personen, die der Steuerpflicht unterlagen. 1803 umfasste er bereits 13 Wohnhäuser bzw. Hausnummern. Siefenhoven zählt zu den acht Honschaften, aus denen sich das Kirchspiel Aegidienberg spätestens seit Mitte des 18. Jahrhunderts bis zur Auflösung des Herzogtums Berg im Jahre 1806 zusammensetzte. Zu Siefenhoven gehörten auch die Gehöfte und Häuser, die in der Nähe der Pfarrkirche St. Aegidius entstanden waren. 1828 war die vormalige Honschaft im Rahmen einer Volkszählung als Sieferhoven verzeichnet, ebenso im Jahre 1843, als das nach und nach nördlich von Siefenhoven entstehende Kirchdorf zu Siefenhoven gerechnet wurde. Der bis 1858 erhobene Aegidienberger Pfarrzehnt umfasste die vier Zehntdistrikte Orscheid, Retscheid, Kirche (mit Siefenhoven) und Hövel. Bei der Volkszählung 1871 hatte sich die heutige Schreibweise des Ortsnamens durchgesetzt, die Häuser des Kirchdorfs waren nicht mehr als Teil von Siefenhoven ausgewiesen.
1952 wurde Siefenhoven Standort eines Altenheims, das die Franziskanerinnen des Aegidienberger Klosters St. Josef in einem vormaligen Wohnhaus einrichteten. 1961/1962 wurde an gleicher Stelle ein größerer Ersatzbau errichtet, sodass das nunmehr nach einem Spender in Heinz-Frings-Haus umbenannte Altenheim Mitte der 1960er-Jahre 30–50 Personen beherbergen konnte. Heute trägt die Einrichtung den Namen Franziskus-Haus und umfasst 69 stationäre Pflegeplätze sowie 30 Wohnungen. Am westlichen Rand von Siefenhoven hat sich ein Gestüt angesiedelt, in dem Gangpferde (darunter Islandpferde) gezüchtet werden. Dieses Gestüt brachte im Jahre 1981 den Aegidienberger, eine neue Pferderasse hervor. Südlich an das Gestüt grenzt eine Reitschule an.
Einwohnerentwicklung
| Jahr | Einwohner |
| ---- | --------- |
| 1816 | 116       |
| 1828 | 129       |
| 1843 | 207       |
| 1885 | 108       |
| 1905 | 82        |
| 1963 | 194       |

## Wappen

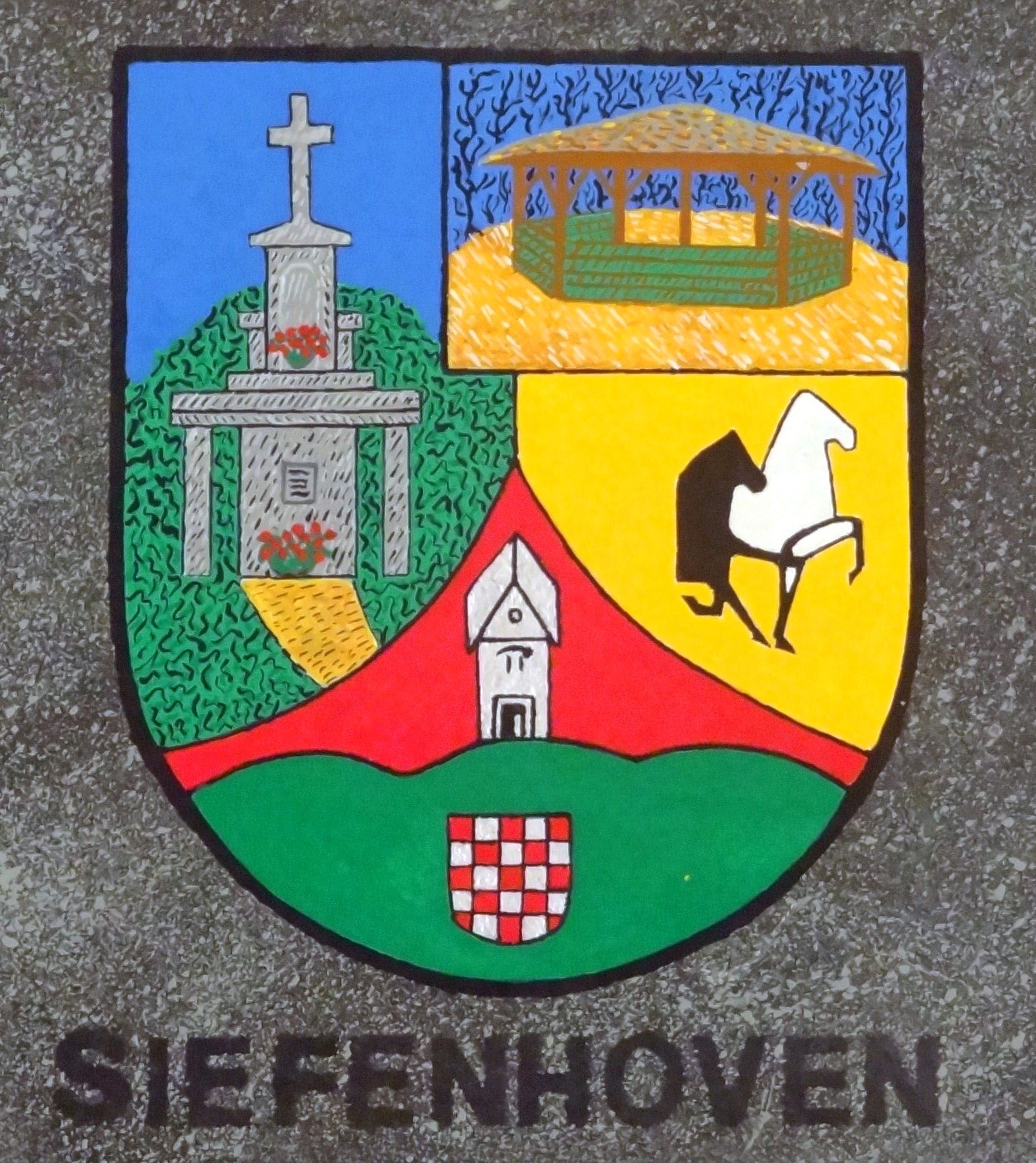
Schiefertafel als Ortswappen

2008/09 wurde durch den Künstler Richard Lenzgen eine Schiefertafel als Ortswappen von Siefenhoven geschaffen. Es zeigt links oben ein Wegekreuz („Siefenhovener Kreuz“), rechts (im oberen Drittel) die Gipfelhütte auf dem Hupperichsberg sowie (im mittleren Drittel) das Emblem des Siefenhovener Gestüts. Den unteren Abschluss bildet – in Übernahme des ehemaligen Aegidienberger Gemeindewappens – eine Darstellung der Aegidienberger Pfarrkirche St. Aegidius und des Wappens des Amtes Löwenburg auf grünem Dreiberg (für die Berge Löwenburg, Großer Ölberg und Lohrberg).